# Тиболд, Роберт
Роберт Тиболд (англ. Robert Theobald; 11 июня 1929, Мадрас — 27 ноября 1999, Спокан) — американский экономист-консультант и автор-футуролог. В области экономики он был наиболее известен своими трудами по экономике изобилия и своей защитой гарантии основного дохода. Тибалд был членом Специального комитета по «Тройной революции» в 1964 году, а затем был включен в «Энциклопедию будущего» в десятку самых влиятельных футурологов.

## Биография
Родился в Индии 11 июня 1929 года в семье британского бизнесмена. Он переехал в Англию в возрасте 16 лет (1945) и получил высшее экономическое образование в Кембридже, затем три года прожил в Париже. Затем он продолжил учебу в Гарвардском университете в конце 1950-х годов.

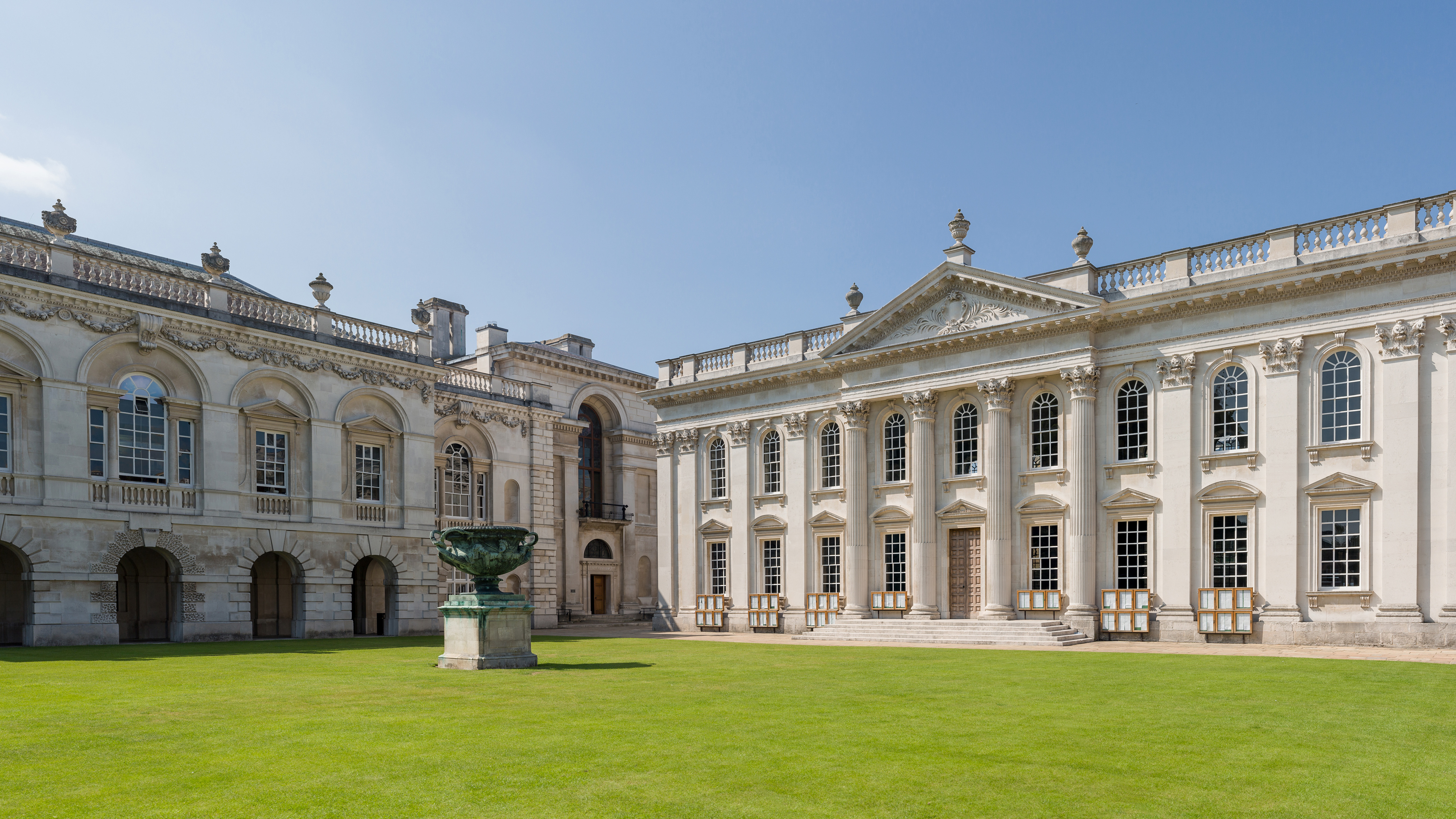
Старые здания Кембриджского университета

Как экономист и футуролог, Тиболд имел широкие перспективы. Он писал книги, готовил и выступал в радиопередачах, а также читал лекции правительствам, предприятиям и организациям по всему миру.
Тиболд подверг сомнению и критиковал общепринятое доверие к экономическому росту, технологиям и культуре материализма — все это, по его мнению, наносит ущерб окружающей среде, не обеспечивая возможности и доход для многих людей в мире. Он предостерег от попыток поддерживать и распространять или имитировать во всем мире американский уровень жизни конца XX века.
Несмотря на свою критику некоторых аспектов и эффектов технологий, Тиболд видел огромный потенциал в коммуникационных технологиях, таких как онлайн-персональные компьютеры (которые в 1980-х он называл «микрокомпьютерами»), рассматривая их как инструменты для объединения мыслей и мнений очень большого количества людей географически широко расселившихся.
Тибалд был исследователем и популяризатором таких общепринятых понятий, как «нетворкинг», «беспроигрышный», «системное мышление» и «эра коммуникаций».
Тиболд переехал в Спокан вскоре после того, как в начале осени 1997 года ему поставили диагноз «рак пищевода». Его давние друзья Боб Стилджер и Сьюзан Вирниг пригласили его присоединиться к их сообществу и их семье в последние годы его жизни. Вопреки совету своего будущего хирурга Райана Холбрука Роберт совершил запланированную поездку в Австралию, где его послание о мире, обществе и экономике было встречено с энтузиазмом. Это была первая из шести поездок в Австралию за последние два года его жизни, где он снова обрел любовь к журналистке Анне Девесон.
Роберт Тибалд умер от рака пищевода 27 ноября 1999 года в своем доме в Спокане в штате Вашингтон, вскоре после возвращения из Австралии.
За несколько дней до кончины Тиболда его друг и давний партнер Боб Стилджер понял, что пора отказаться от организации Northwest Regional Facilitations, которую он основал в 1974 году, и создать новую организацию, которая продолжила бы виды деятельности, которыми занимались он и Тиболд. В последние годы своей жизни Роберт Тиболд был соучредителем New Stories.

## Научные труды
- Богатые и бедные; исследование экономики растущих ожиданий (1959)
- Вызов изобилия (1961)
- Свободные люди и свободные рынки (1963)
- The Triple Revolution[англ.] (с другими, 1964, «Тройственная революция»)
- Гарантированный доход (отредактированный) (1966)
- Альтернативное будущее для Америки (1968)
- Альтернативное будущее Америки II: Очерки и выступления (1970)
- Тег 1994 (1970)
- Экономия изобилия (1970)
- Futures Conditional (ред., 1972)
- Привычка и среда обитания (1972)
- Неудача успеха (со Стефани Миллс) (под редакцией) (1973)
- За пределами отчаяния (1976)
- На перекрестке (с другими) (1984) Произведено к 20-летию Тройственной революции
- Альтернативное будущее для Америки третьего века (1976)
- Избегая 1984 года: движение к взаимозависимости (1982)
- Быстрые изменения: социальное предпринимательство в неспокойные времена (1987)
- Успех переделки: новые сообщества в тысячелетии (1997) ISBN 0-86571-367-7